# Procesja Świętej Krwi w Brugii

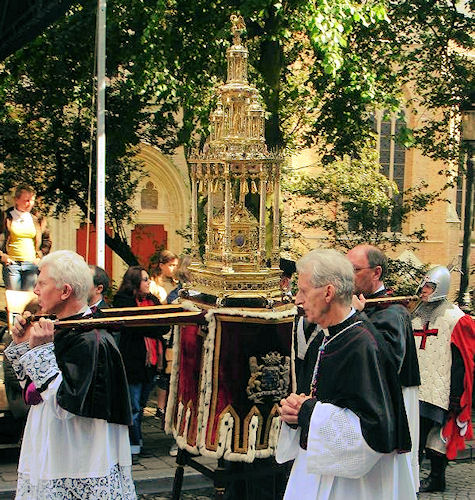
Procesja Przenajświętszej Krwi w Brugii

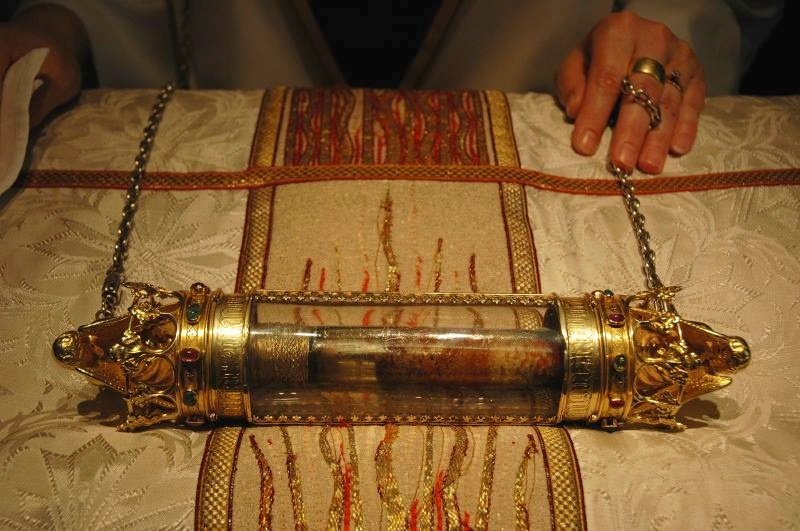
Relikwia Świętej Krwi przechowywana w bazylice Świętej Krwi w Brugii

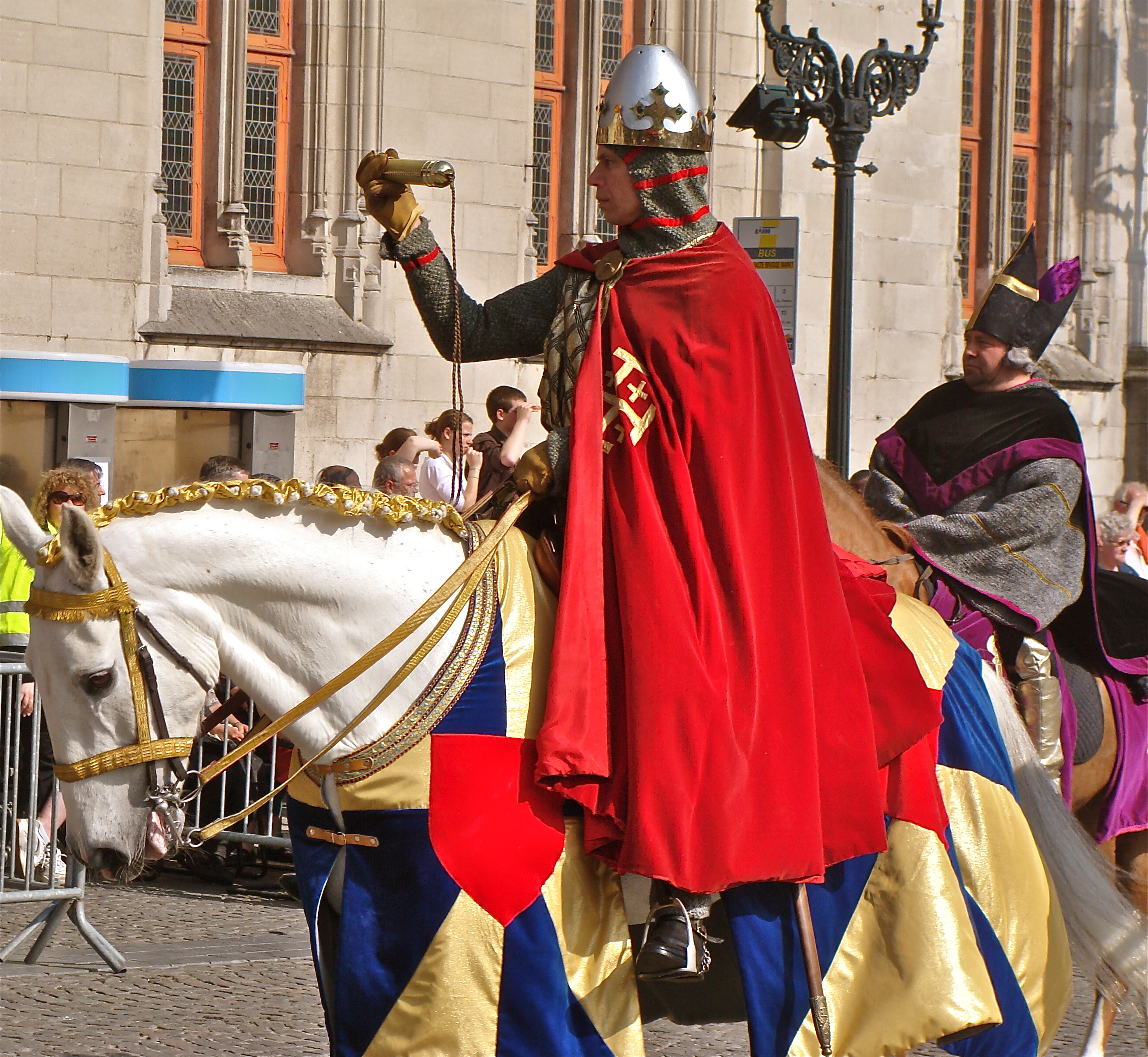
Scena wjazdu Thierry’ego Alzackiego z relikwią do miasta

Procesja Przenajświętszej Krwi w Brugii (hol. Heilig Bloedprocessie, fr. Procession du Saint-Sang) – coroczna procesja w święto Wniebowstąpienia (40 dni po Wielkanocy), prowadzona przez biskupa Brugii niosącego relikwię Krwi Świętej przechowywaną w bazylice Świętej Krwi.
W 2009 roku procesja została wpisana na listę niematerialnego dziedzictwa UNESCO.

## Relikwia Krwi Świętej
Relikwia Krwi Świętej to według podań krew Chrystusa otarta po ukrzyżowaniu z jego ciała przez Józefa z Arymatei. Relikwia jest umieszczona w kryształowej fiolce, a ta wewnątrz niewielkiego szklanego naczynia ozdobionego na każdym końcu złotą koroną. Relikwia przechowywana jest w tabernakulum w ołtarzu bocznym, ale jest regularnie wynoszona do adoracji przez wiernych.
Według legendy relikwia ta została przywieziona do Brugii w czasie II wyprawy krzyżowej przez hrabiego flandryjskiego Thierry’ego Alzackiego, który otrzymał ją za przyzwoleniem patriarchy Jerozolimy z rąk króla Jerozolimy Baldwina III Jerozolimskiego. 7 kwietnia 1150 roku hrabia przybył do Brugii i przekazał relikwie kościołowi – relikwia spoczęła w bazylice Świętej Krwi. Jednak najstarsza wzmianka o relikwii Krwi Świętej w Brugii pochodzi z 1256 roku.
Bardziej prawdopodobne jest jednak, iż relikwia przybyła ze stolicy Bizancjum Konstantynopola, który w 1204 roku został zdobyty przez krzyżowców pod wodzą hrabiego flandryjskiego Baldwina IX. W XII wieku relikwia Krwi Świętej, obok wielu innych relikwii Męki Pańskiej, miała być przechowywana w Kaplicy Marii pałacu Boukoleon w Konstantynopolu. Najprawdopodobniej Baldwin IX przesłał relikwię Krwi Świętej do Flandrii, gdzie o władzę rywalizowały jego córki Joanna Flandryjska i Małgorzata II Flandryjska.

## Historia procesji
Najprawdopodobniej relikwia była udostępniania do adoracji przez wiernych jeszcze przed 1291 – z którego to roku pochodzą najstarsze wzmianki o procesji.
Po 1303 roku pojawiły się opisy procesji obchodzącej mury miasta. W 1310 roku rada miasta Brugii podjęła decyzję o połączeniu obchodów związanych z adoracją Krwi Świętej z corocznym dwutygodniowym targiem (od 23 kwietnia do 22 maja), co przyczyniło się do zwiększenia liczby uczestników procesji.
W 1310 roku papież Klemens V wydał bullę, w której nadawał odpust na pięć lat i 200 dni grzesznikom uczestniczącym pobożnie w procesji lub odwiedzającym bazylikę w ciągu 14 dni od przejścia procesji.
W XV i XVI wieku, obok tradycyjnych scen biblijnych, zaczęto odgrywać scenki świeckie m.in. z udziałem figur olbrzymów. Od czasu zamieszek na tle religijnym, które towarzyszyły obchodom w 1578 roku, procesja nie opuszcza centrum miasta. W okresie rządów Kalwinistów w latach 1578–1584, kiedy procesja została zakazana, relikwia została ukryta w bezpiecznym miejscu. Procesja została wznowiona w XVII i XVIII wieku. Zakaz procesji został wprowadzony ponownie w okresie rządów francuskich w 1798–1819, a relikwia ukryta. W XIX wieku procesje ponownie kontynuowano.
Do 1969 roku procesja odbywała się rankiem w pierwszy poniedziałek po 2 maja. W 1970 podjęto decyzję o przeniesieniu procesji na dzień święta Wniebowstąpienia (w 40. dniu od Zmartwychwstania Pańskiego), który jest w Belgii dniem wolnym od pracy. Przyczyniło się to zwiększenia liczby uczestników – procesja przyciąga około 30-45 000 uczestników.

## Opis procesji
Uroczystości rozpoczynają się mszą poranną w bazylice Świętej Krwi, po południu odbywa się uroczysta msza w katedrze Świętego Zbawiciela. Procesja rozpoczyna się w południe i przechodzi ulicami Starego Miasta: Beurshal, Smedenstraat, Plac ‘t land, Luidzandstraat do katedry Świętego Zbawiciela, następnie przez Plac Simona Stevina, Mariastraat, Dijver, Wollestraat, rynek główny, Vlamingstraat, Kuipersstraat, Geldmundstraat, do Placu ‘t land, Smedenstraat i z powrotem do Beurshal.
Pochód składa się z czterech części – najpierw odtwarzane są sceny biblijne ze Starego i Nowego Testamentu, dalej scenki historyczne, a na końcu następują sceny adoracji relikwii. Procesję otwierają policjanci, za którymi podążają bracia ze Szlachetnego Bractwa Krwi Świętej – wszyscy ubrani w czarne togi z emblematem pelikana karmiącego pisklę własną krwią. Za nimi jadą jeźdźcy trzymający w rękach flagi. Sceny ze Starego Testamentu obejmują m.in. wygnanie Adama i Ewy z raju, procesje patriarchów i proroków Mojżesza, Eliasza, Jeremiasza i Izaaka. Sceny z Nowego Testamentu przedstawiają żywot Chrystusa – od narodzin do zmartwychwstania. Po nich odgrywany jest wjazd hrabiego Thierry’ego Alzackiego z relikwią do miasta. Na końcu odgrywane jest 13 scen związanych z adoracją Krwi Świętej przez bractwa i władze miasta.